# 미즈노 준 (축구 선수)
미즈노 준(일본어: 水野 淳, 1974년 8월 7일 ~ )는 일본의 전 축구 선수이다.

## 구단 경력
1993년 J1리그의 제프 유나이티드 이치하라에 입단했다. 1997년 재팬 풋볼 리그의 미토 홀리호크로 이적했다. 1999년 일본 풋볼 리그 3위를 기록하여 J2리그로 승격했다. 2000년후 현역 은퇴.